# Phara Anacharsis
Phara Anacharsis (Fort-de-France, 17 de diciembre de 1983) es una atleta francesa, especialista en la prueba de 4 × 400 m en la que llegó a ser subcampeona europea en 2016.
Nació en la capital de la Martinica, Fort-de-France.

## Carrera deportiva
En el Campeonato Europeo de Atletismo de 2016 ganó la medalla de plata en los relevos de 4x400 metros, con un tiempo de 3:25.96 segundos, llegando a meta tras Reino Unido (oro) y por delante de Italia (bronce), siendo sus compañeras de equipo: Marie Gayot, Brigitte Ntiamoah y Floria Guei.